# Política de Asturias

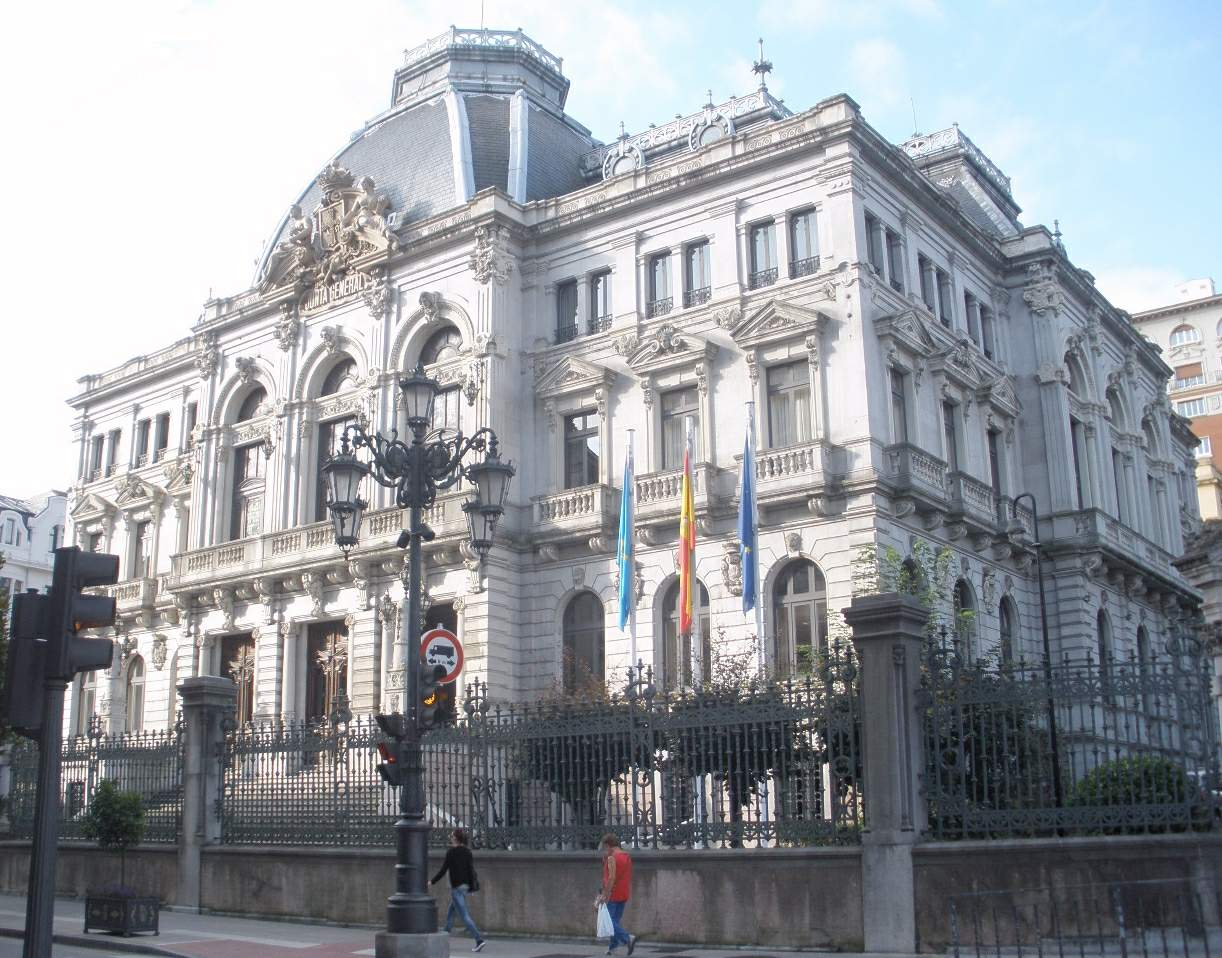
Edificio donde se encuentra la sede de la Junta General del Principado de Asturias, en la calle Fruela, 13 de Oviedo.

La norma institucional que establece la organización política de Asturias es el Estatuto de Autonomía del 1981, creado según la vía del artículo 143 de la Constitución Española. Según lo establecido por el estatuto el autogobierno de Asturias se organiza políticamente en la Junta General del Principado de Asturias, el Consejo de Gobierno, conformado por los consejeros, y el Presidente, quién nombra al Consejo y es nombrado por la Junta. El sistema de organización política de Asturias está basado en el parlamentarismo.

## Antecedentes
El Principado de Asturias es una comunidad autónoma uniprovincial española constituida de acuerdo con la Constitución Española y el Estatuto de Autonomía de Asturias, según la vía del artículo 143 de la primera.
El procedimiento seguido para el establecimiento de Asturias como comunidad autónoma fue el siguiente: se elaboró un Anteproyecto elaborado por la "Comisión de los 24". El 18 de enero de 1980 se constituye la Asamblea de Parlamentarios y Diputados provinciales encargada de elaborar el Proyecto de Estatuto de Autonomía que termina sus trabajos el 12 de abril. Diez días después, se remite este Proyecto a la Comisión Constitucional del Congreso y es aprobado en su versión definitiva el 15 de diciembre de 1981. La Ley Orgánica 7/1981, de Estatuto de Autonomía para Asturias se publica en el BOE el 30 de diciembre de 1981.

## Gobierno autonómico

### Órganos institucionales
Los órganos institucionales del Principado de Asturias son la Junta General, el Consejo de Gobierno y el Presidente.

#### Poder legislativo
Según establece el estatuto de autonomía de Asturias, el poder legislativo recae en la Junta General del Principado de Asturias, representante del pueblo asturiano, siendo sus principales funciones la aprobación del presupuesto regional y el control y orientación del Consejo de Gobierno. Otra de sus atribuciones es la elección del Presidente del Principado de Asturias de entre sus miembros, que son elegidos cada cuatro años mediante sufragio universal, libre, igual, directo y secreto. El Presidente puede disolver la Junta antes de esos cuatro años, aunque la nueva cámara matendrá el término natural de la Legislatura originaria.

#### Poder ejecutivo
El poder ejecutivo de Asturias lo ostenta el Presidente del Principado de Asturias y el Consejo de Gobierno del Principado de Asturias. El primero es elegido por la Junta General entre sus miembros, y ostenta la suprema representación del Principado y la ordinaria del Estado en Asturias. El segundo está conformado por los consejeros, elegidos por el presidente, ostentando cada uno una o varias competencias. El Presidente del Principado de Asturias lo es también del Consejo. Ambos órganos deben rendir cuentas a la Junta.

### Divisiones administrativas
Según el Estatuto de Autonomía, Asturias se organiza en 78 municipios que reciben el nombre tradicional de Concejos y en Comarcas. Se reconoce además la personalidad jurídica de la Parroquia Rural (utilizada sólo en algunos concejos) y podrán crearse Áreas Metropolitanas (no hay creada ninguna actualmente).
Existe, además otra división para las elecciones autonómicas, en las que el Principado se divide en tres circunscripciones.

### Consejerías
Desde las últimas elecciones autonómicas (2019) las diez consejerías son:
- Consejería de Infraestructuras, Medio Ambiente y Cambio Climático.
- Consejería de Presidencia.
- Consejería de Hacienda.
- Consejería de Industria, Empleo y Promoción Económica del Gobierno de Asturias.
- Consejería de Educación.
- Consejería de Sanidad
- Consejería de Derechos Sociales y Bienestar
- Consejería de Desarrollo Rural, Agroganadería y Pesca
- Consejería de Cultura, Política Lingüística y Turismo
- Consejería de Ciencia, Innovación y Universidad

## Partidos políticos de Asturias
El principal partido político de Asturias desde la instauración de la democracia es la Federación Socialista Asturiana (FSA-PSOE), rama del PSOE en la comunidad, que ha gobernado la comunidad desde 1978 hasta 1995, desde 1999 a 2011 y desde 2012 hasta la actualidad. El otro gran partido de la comunidad es el Partido Popular, que llegó a gobernar la región desde 1995 a 1999. 
Aparte de estos dos partidos, Foro Asturias, fundado por el exsecretario general del Partido Popular, Francisco Álvarez-Cascos, gobernó la comunidad desde 2011 a 2012.
A continuación se listan a los partidos con representación en la Junta General del Principado de Asturias, después de las elecciones autonómicas de 2019.
| Partido                                           | Partido | Líder en la comunidad           | Escaños | Notas |
| ------------------------------------------------- | ------- | ------------------------------- | ------- | ----- |
| Federación Socialista Asturiana                   |         | Adrián Barbón                   | 20/45   |       |
| Partido Popular de Asturias                       |         | Álvaro Queipo                   | 10/45   |       |
| Ciudadanos-Partido de la Ciudadanía               |         | Manuel Iñarra                   | 5/45    |       |
| Podemos Asturies                                  |         | Sofía Castañón                  | 4/45    |       |
| Izquierda Xunida d'Asturies - Izquierda Asturiana |         | Ovidio Zapico y Faustino Zapico | 2/45    |       |
| Foro Asturias                                     |         | Carmen Moriyón                  | 2/45    |       |
| Vox                                               |         | José María Figaredo             | 2/45    |       |

## Elecciones autonómicas
Artículo principal: Elecciones autonómicas de Asturias
| Candidatura | Candidatura                         | Candidatura    | 1983 | 1987 | 1991 | 1995 | 1999 | 2003 | 2007 | 2011 | 2012 | 2015 | 2019 | 2023 |
| ----------- | ----------------------------------- | -------------- | ---- | ---- | ---- | ---- | ---- | ---- | ---- | ---- | ---- | ---- | ---- | ---- |
|             | Federación Socialista Asturiana     | FSA-PSOE       | 26   | 20   | 21   | 17   | 24   | 22   | 21   | 15   | 17   | 14   | 20   | 19   |
|             | Partido Popular de Asturias 1       | PP de Asturias | 14   | 13   | 15   | 21   | 15   | 19   | 20   | 10   | 10   | 11   | 10   | 17   |
|             | Vox                                 | VOX            |      |      |      |      |      |      |      |      |      | 0    | 2    | 4    |
|             | Izquierda Xunida d'Asturies 2       | IU-IX          |      | 4    | 6    | 6    | 3    | 4    | 4    | 4    | 5    | 5    | 2    | 3    |
|             | Foro Asturias                       | FORO           |      |      |      |      |      |      |      | 16   | 12   | 3    | 2    | 1    |
|             | Podemos Asturies                    | PODEMOS        |      |      |      |      |      |      |      |      |      | 9    | 4    | 1    |
|             | Centro Democrático y Social         | CDS            | 0    | 8    | 2    | 0    |      |      |      |      |      |      |      |      |
|             | Ciudadanos-Partido de la Ciudadanía | Cs             |      |      |      |      |      |      |      |      |      | 3    | 5    | 0    |
|             | Partido Comunista de Asturias       | PCA            | 5    |      |      |      |      |      |      |      |      |      |      |      |
|             | Unión Renovadora Asturiana3         | URAS           |      |      |      |      | 3    | 0    | 0    | 0    | 0    | 0    |      |      |
|             | Partíu Asturianista3 4              | PAS            |      | 0    | 1    | 1    | 0    | 0    | 0    | 0    |      |      |      |      |
|             | Unión Progreso y Democracia         | UPyD           |      |      |      |      |      |      |      | 0    | 1    | 0    |      |      |
| Total       | Total                               | Total          | 45   | 45   | 45   | 45   | 45   | 45   | 45   | 45   | 45   | 45   | 45   |      |

| 1 en 1983 se presentó como AP-PDP-UL y en 1987 como FAP. 2 en 1983 se presentó como PCE-PCA y entre 1987 y 1999 como IU. En 2007 se presentó en coalición con el Bloque por Asturies (BA) y la confederación de Los Verdes (LV). En 2019 se presentó en coalición con Izquierda Asturiana. En 2023 se presentó en coalición con Izquierda Asturiana y Más País 3 en 2007 URAS y PAS se presentaron en coalición bajo el nombre de Unión Asturianista. 4 en 1991 se presentó en coalición con Unidá Nacionalista Asturiana (UNA) bajo la denominación de Coalición Asturiana. |

## Elecciones municipales

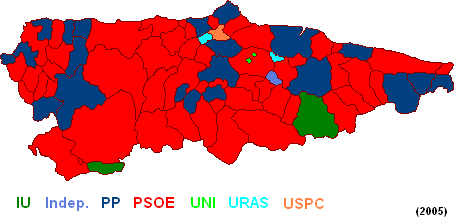
Situación política en Asturias en 2005.

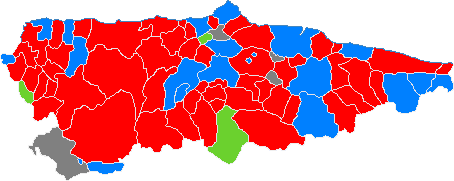
Resultados electorales en Asturias en las elecciones de 2007
PSOE
PP
leyenda|#60ce31|Izquierda Unida (España)|IU